# William Crawford Williamson
William Crawford Williamson (24 de noviembre de 1816-23 de junio de 1895) fue un naturalista y paleobotánico inglés.

## Vida
Williamson era aborigen de Scarborough, Yorkshire del Norte. Su padre, John Williamson, después de haber comenzado la vida como jardinero, se convirtió en un naturalista local bien conocido, que, en conjunto con William Bean, fueron los primeros en explorar los ricos estratos fosilíferos de la costa de Yorkshire. Fue durante muchos años primer conservador del museo de historia natural de Scarborough (Museo Rotunda). William Smith, el «padre de la geología inglesa,» vivió por dos años en el hogar de los Williamsons. El abuelo materno del joven Williamson fue un marmolero, y de él aprendió así el arte de cortar piedras.
Entró a la carrera de medicina, y durante tres años actuó como curador del Museo de la Sociedad de Historia Natural, de Mánchester. Después de terminar sus estudios de medicina en University College de Londres, en 1841, retornó a Mánchester para la práctica de su profesión.
Cuando en 1851, se fundó el Owen's College en Mánchester, se convirtió en profesor de historia natural, con el deber de enseñar geología, zoología, y botánica. Luego, se hizo una división del trabajo con el nombramiento de profesores adicionales, pero retuvo la presidencia de la cátedra de botánica hasta 1892. Su trabajo de enseñanza no se limitó a las clases en la Universidad, siendo también un profesor de éxito popular, especialmente para la «Gilchrist Trustees». Poco después de retirarse, en 1892, se trasladó a Clapham, donde falleció.

## Obras
Williamson cuando tenía poco más de dieciséis años, publicó un artículo sobre raros pájaros de Yorkshire, y a los 18, en 1834, una monografía sobre el «Hombre de Gristhorpe», y todavía en 1834, presentó a la Sociedad Geológica de Londres su primera memoria sobre fósiles del Mesozoico de su distrito nativo. Asistió a Lindley y a Hutton en la preparación de sus Fossil Flora of Great Britain.
Su labor científica se mantuvo en medio de los deberes oficiales y profesionales. En geología, su primera obra sobre las zonas de distribución de los fósiles del Mesozoico (que comenzó en 1834), siendo pionero, en 1845 sobre el papel de los organismos microscópicos en la formación de depósitos marinos. En zoología, fueron notables sus investigaciones sobre el desarrollo de los dientes y los huesos de peces (1842-1851), en recientes Foraminifera, un grupo sobre los cuales escribió en 1857, una monografía para la Ray Society. En botánica, además de una memoria sobre la estructura minuta del género Volvox (1852), su obra sobre estructuras de plantas fósiles estableciendo la paleobotánica británica sobre bases científicas; Williamson ocupa un destacado lugar con Adolphe Theodore Brongniart como sus fundadores.

### Algunas publicaciones

#### Libros
- william Crawford Williamson. 2010a. The Succession of Life on the Earth: Three Lectures ... Delivered in the Association Hall, Manchester, October 1876. Edición reimpresa de	BiblioBazaar, 70 pp. ISBN 1141268493

- ---------------------------------------------. 2010b. On the Organization of the Fossil Plants of the Coal-Measures. Edición reimpresa de BiblioBazaar, 270 pp. ISBN 1176292463

- ---------------------------------------------. 2008. Reminiscences of a Yorkshire Naturalist. Edición reimpresa de BiblioBazaar, 244 pp. ISBN 0559613717

- ---------------------------------------------. 1976. Description of the tumulus opened at Gristhorpe, near Scarborough, with engravings of the coffin, weapons, & c. 3ª edición ilustrada de Prehistory Research Section, Yorkshire Archaeological Soc. 17 pp.

- ---------------------------------------------, dukinfield henry Scott. 1895. Further observations on the organization of the fossil plants of the coal-measures. Editor Royal Society

- ---------------------------------------------. 1890. On the organisation of the fossil plants of the coal-measures. Parte 17. Editor Harrison & Sons, 3 pp.

- ---------------------------------------------. 1887. A monograph on the morphology and histology of Stigmaria ficoides. Editor Palontographical Society, 62 pp.

- ---------------------------------------------. 1886. On the morphology of Pinites oblongus, Abies oblonga of Lindley and Hutton

- ---------------------------------------------. 1877. The Ice Age: a lecture delivered in the City Hall, Glasgow on Thursday 11th January 1877, under the auspices of the Glasgow Science Lectures Association. Editor William Collins, Sons & Co. 31 pp.

- ---------------------------------------------. 1876. Coals and coal plants: a lecture delivered in the City Hall, Glasgow on Wednesday, 24th November 1875, under the auspices of the Glasgow Science Lectures Association. Editor William Collins, Sons & Co. 35 pp.

- ---------------------------------------------. 1872a. Description of the tumulus opened at Gristhorpe, near Scarborough. 3ª edición de S.W. Theakston, 23 pp.

- ---------------------------------------------. 1872b. Corrections of the nomenclature of the objects figured in a memoir "On some of the minute objects found in the Mud of the Levant" etc. Editor Taylor & Francis

- ---------------------------------------------. 1858. On the recent Foraminifera of Great Britain. Volumen 18. Editor Printed for the Ray society, 107 pp. en línea

- ---------------------------------------------. 1851a. On the minute structure of the calcareous shells of some recent species of Foraminifera. Editor Microscopical Society of London, 24 pp.

- ---------------------------------------------. 1851b. On the Volvox globator. Editor Bradshaw & Blacklock, 20 pp.

- ---------------------------------------------. 1849. On the microscopic structure of the scales and dermal teeth of some ganoid and placoid fish. 41 pp.

## Honores
- 1874: medalla Royal
- 1890: medalla Wollaston, de la Geological Society of London

Miembro de
- 1854: Royal Society
- extranjero de la Academia de Ciencias de Gotinga
- Real Academia de las Ciencias de Suecia

Doctorado
- honorífico de la Universidad de Edimburgo, 1883

- La abreviatura «Will.» se emplea para indicar a William Crawford Williamson como autoridad en la descripción y clasificación científica de los vegetales.[3]